# Potaissa

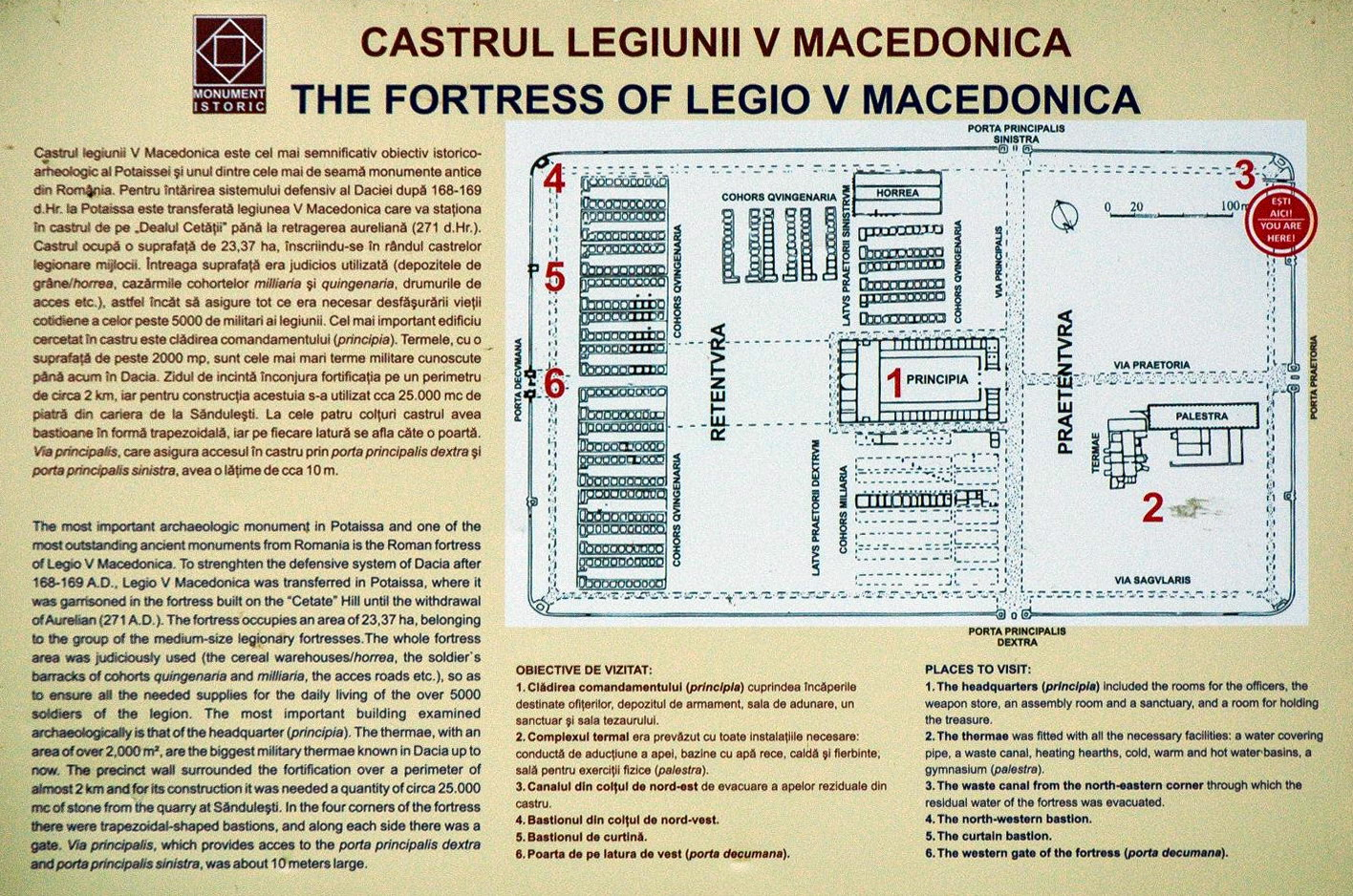
Castrul roman Potaissa

Potaissa (Patavissa) a fost o așezare dacică, iar în timpul stăpânirii romane vicus (sat), apoi municipium și colonie (pe teritoriul actualului oraș Turda, județul Cluj), la poalele "Dealului Cetății" pe care era amplasat importantul castru roman Potaissa.
Situl arheologic ce conține resturile orașului Potaissa sunt clasate ca monument istoric, cu codul  CJ-I-s-A-07210.

## Istoric
A fost ridicat la rangul de municipium de împăratul roman Septimiu Sever (193-211) și la cel de colonie, probabil, de împăratul roman Caracalla (211-217), bucurându-se și de dreptul italic (jus Italicum), care atrăgea după sine scutirea de impozitul funciar. A cunoscut o mare dezvoltare începând din 167-168, când s-a stabilit aici legiunea a V-a Macedonica.
În punctul „Piatra Tăiată“ se afla în perioada romană principala carieră a orașului și a castrului roman Potaissa. În secolul al XIX-lea, când urmele exploatărilor romane mai erau vizibile, s-au făcut observații detaliate privind tehnicile de desprindere a blocurilor de calcar și de avansare în masiv.
Din carieră a fost transportată la biserica din satul învecinat Cheia o coloană înaltă de 1,5 m și cu diametrul de 0,34 m.
În carieră și în împrejurimile sale s-au descoperit țigle, chei, opaițe, fragmente ceramice și mai multe monede (o tetradrahmă, un denar din timpul împăratului roman Domițian, un denar din vremea lui Macrinus și alte două monede). Descoperirile indică existența unei așezări și în preajma carierei romane de calcar.

## Alimentarea cu apă a orașului[1]
Izvorul ales de romani pentru alimentarea orașului Potaissa cu apă potabilă poate fi localizat astăzi în punctul numit "Izvorul Romanilor". Izvorul se află la sud-vest de satul Copăceni, pe partea dreaptă a drumului județean Turda – Petreștii de Jos. Coordonatelele izvorului: 46.592252 / 23.712100, respectiv 46°35.535' N / 23°42.726' E. De aici, până la Potaissa, apa a fost condusă printr-un apeduct de cca 5 km lungime.
Un al doilea apeduct, pornit de la același izvor, alimenta cu apă castrul roman Potaissa, pe o distanța tot de cca 5 km.

## Materiale de construcție
Pentru construcțiile din castru și din colonia Potaissa romanii au folosit rocile extrase din mai multe cariere din împrejurimi (Săndulești, zona Cheile Turzii, Podeni). S-a extras mai ales calcar mezozoic (din zona Săndulești), ofiolite și tufuri ofiolitice (din zona Cheile Turzii), precum și gresii calcaroase terțiare. Blocurile fasonate și unele elemente arhitectonice se ciopleau din gresie calcaroasă terțiară, din conglomerate și microconglomerate calcaroase și din brecie cu elemente de calcar și de rocă vulcanică mezozoică. De la Runc și Poșaga era adusă la Potaissa marmură (în cantități relativ mici).

## Galerie de imagini

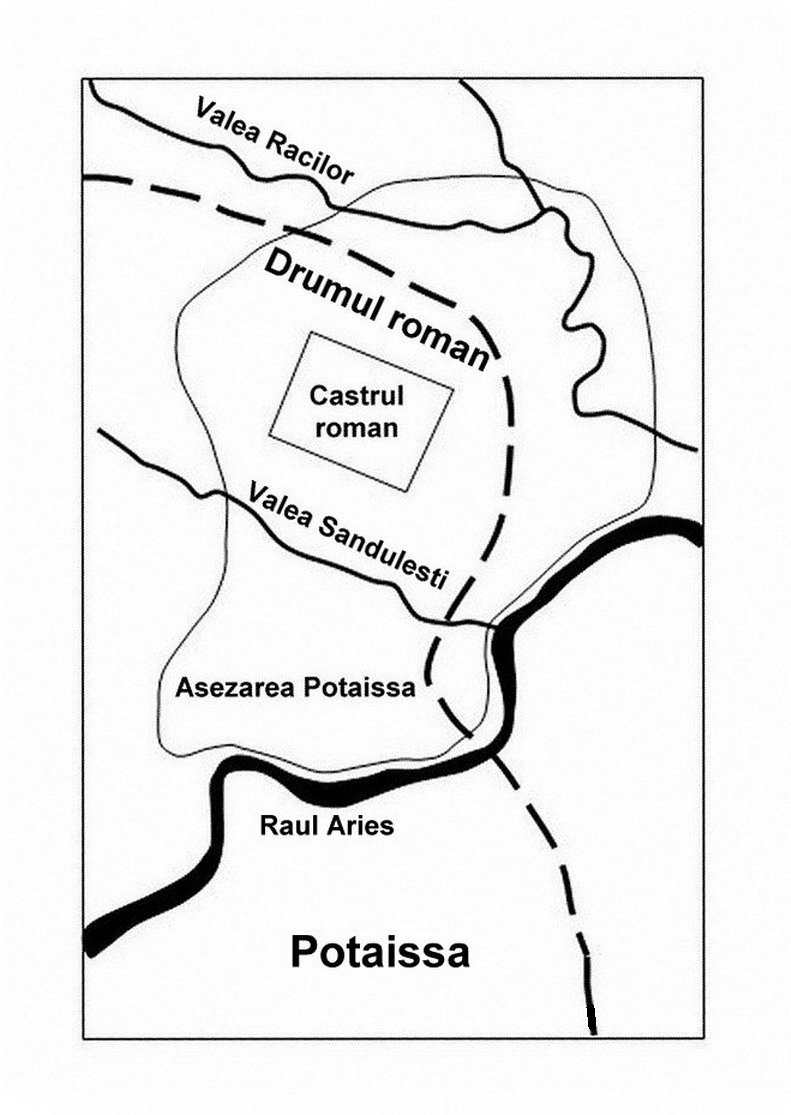
Traseul drumului roman prin Potaissa
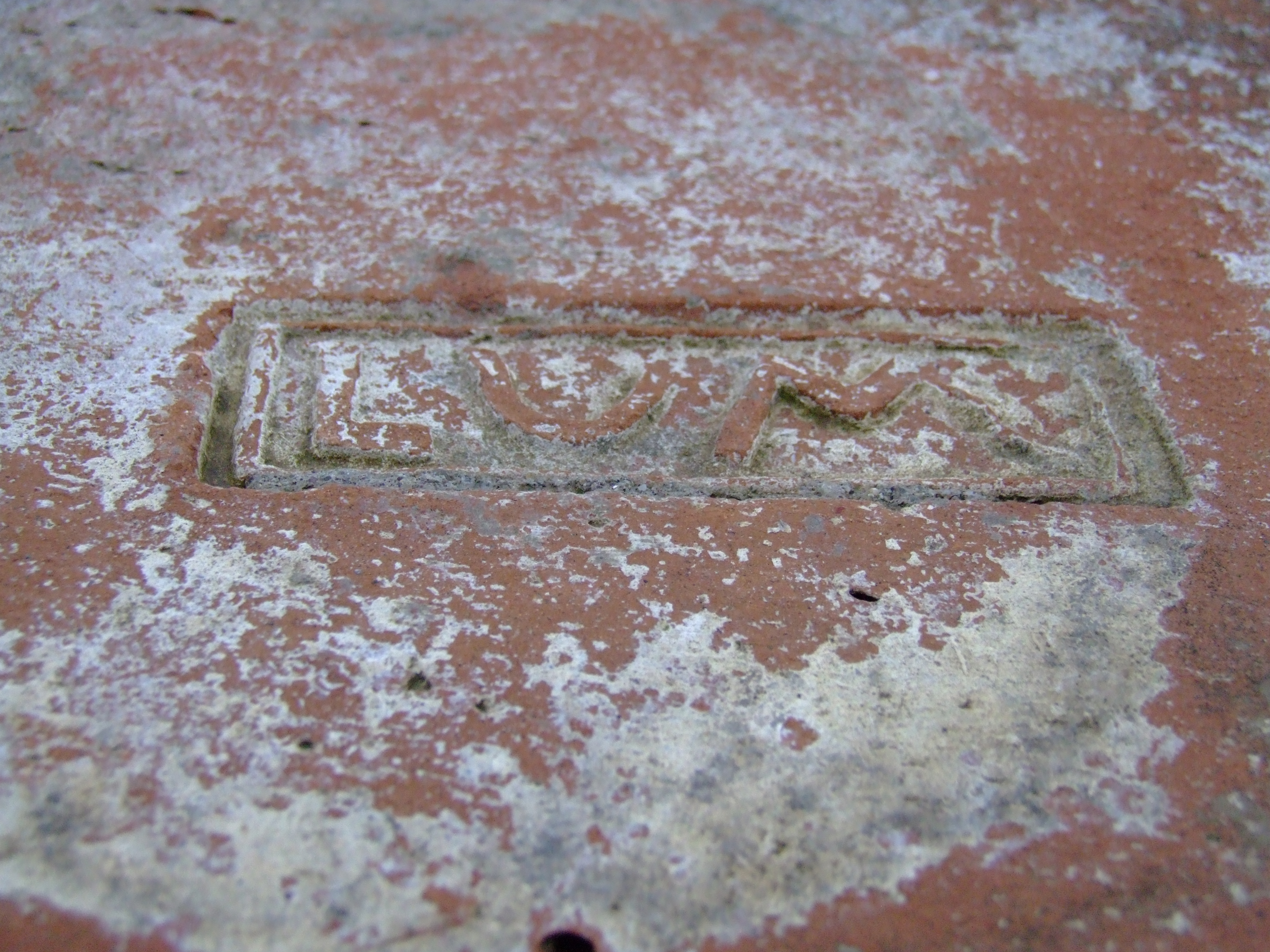
Inscripția tegulară LVM (Legiunea a V-a Macedonica)
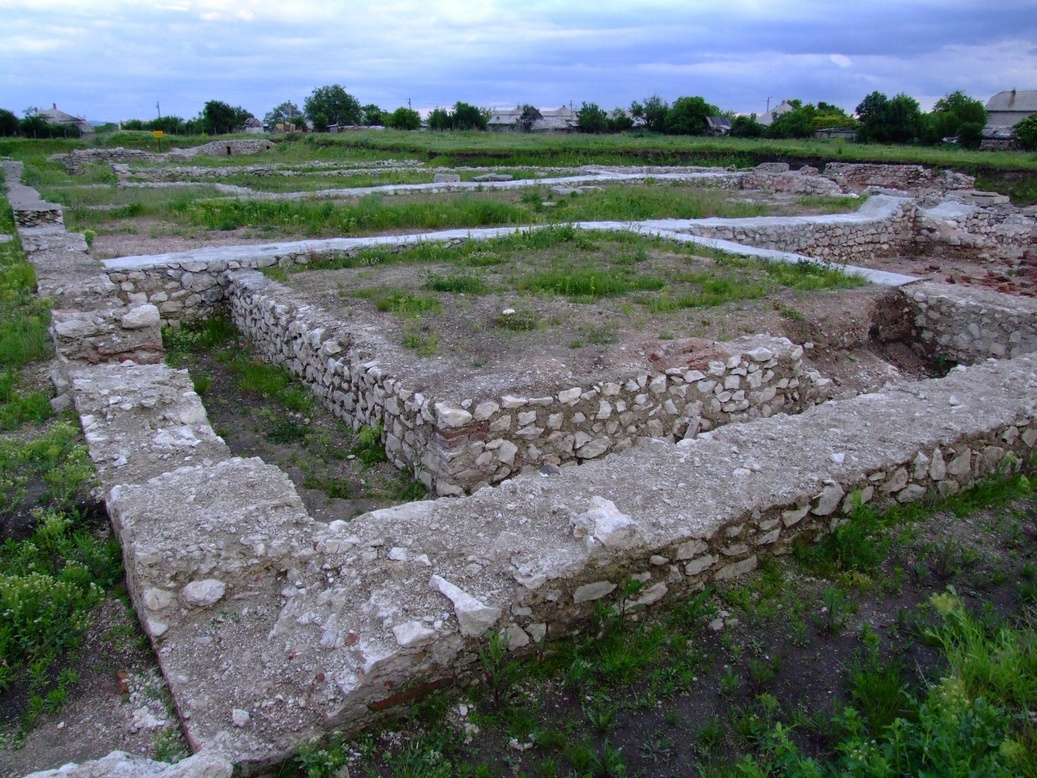
Termele castrului roman Potaissa